# Pilosocereus pachycladus
Pilosocereus pachycladus es una especie de planta fanerógama de la familia Cactaceae, endémica de Brasil. Es una especie extendida por todo el mundo.

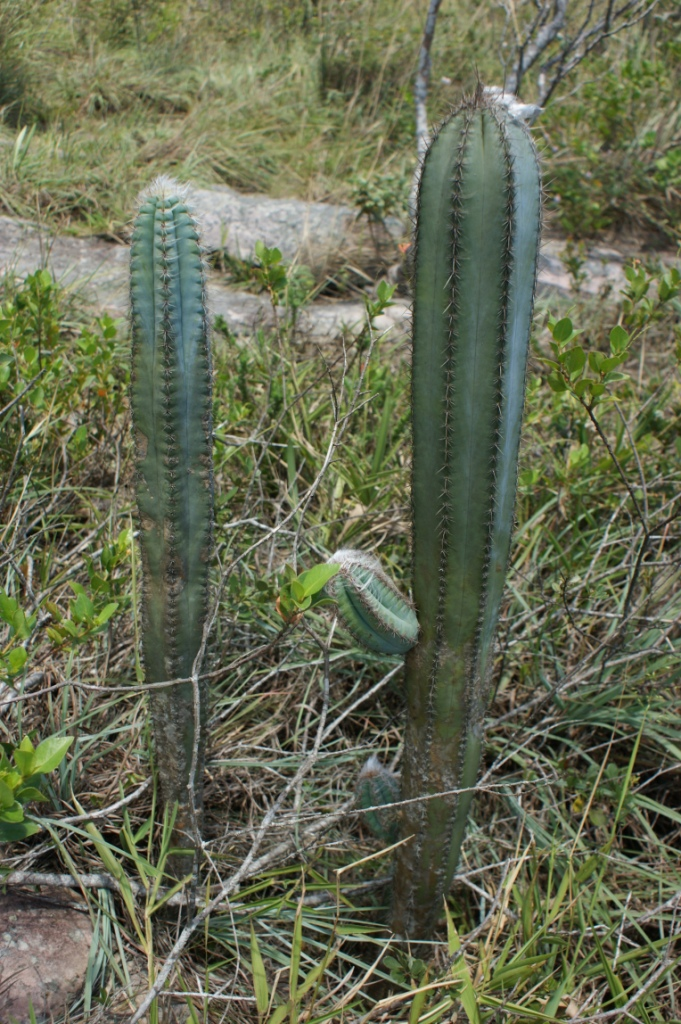
Vista de la planta

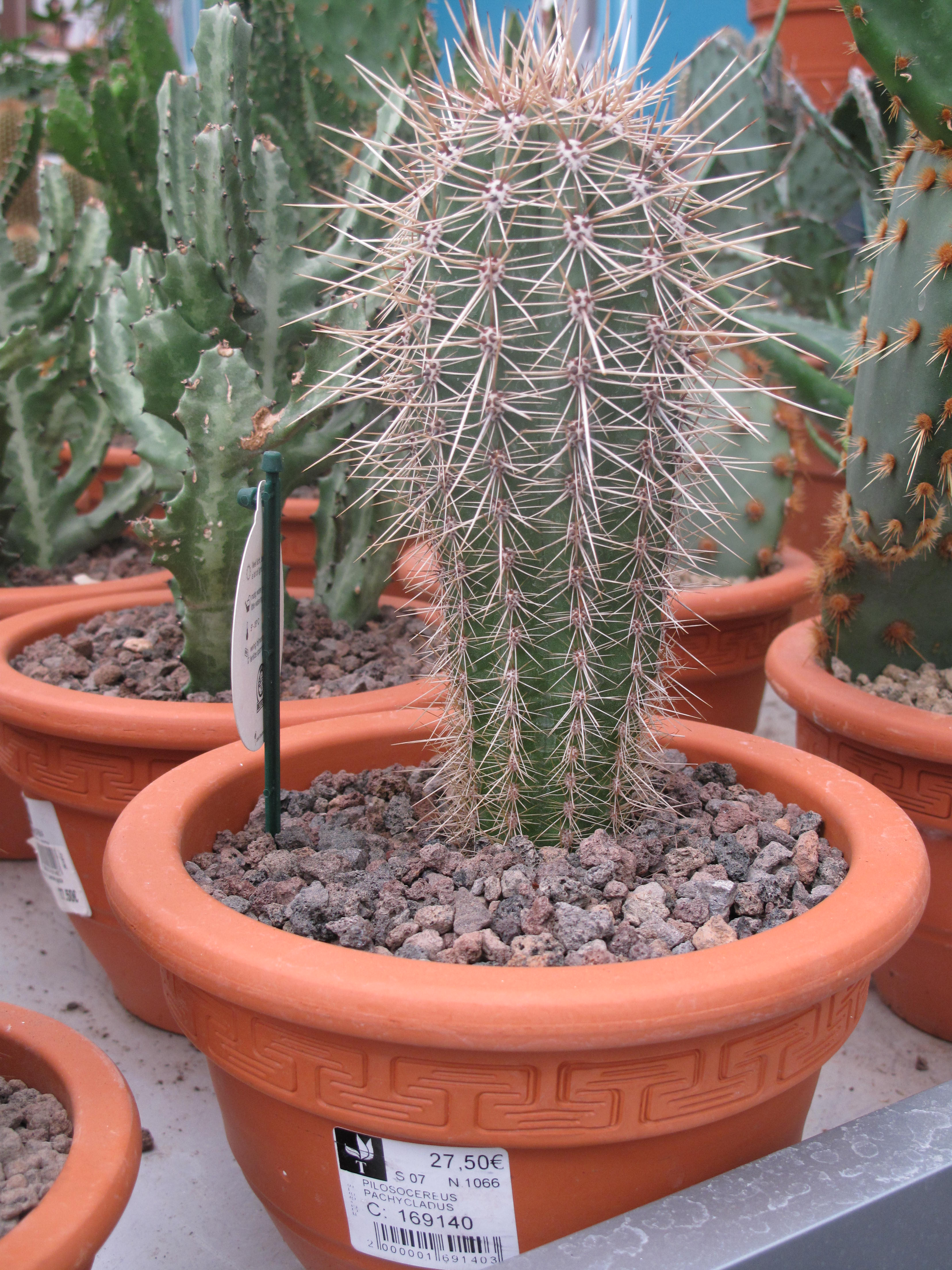
Como planta ornamental

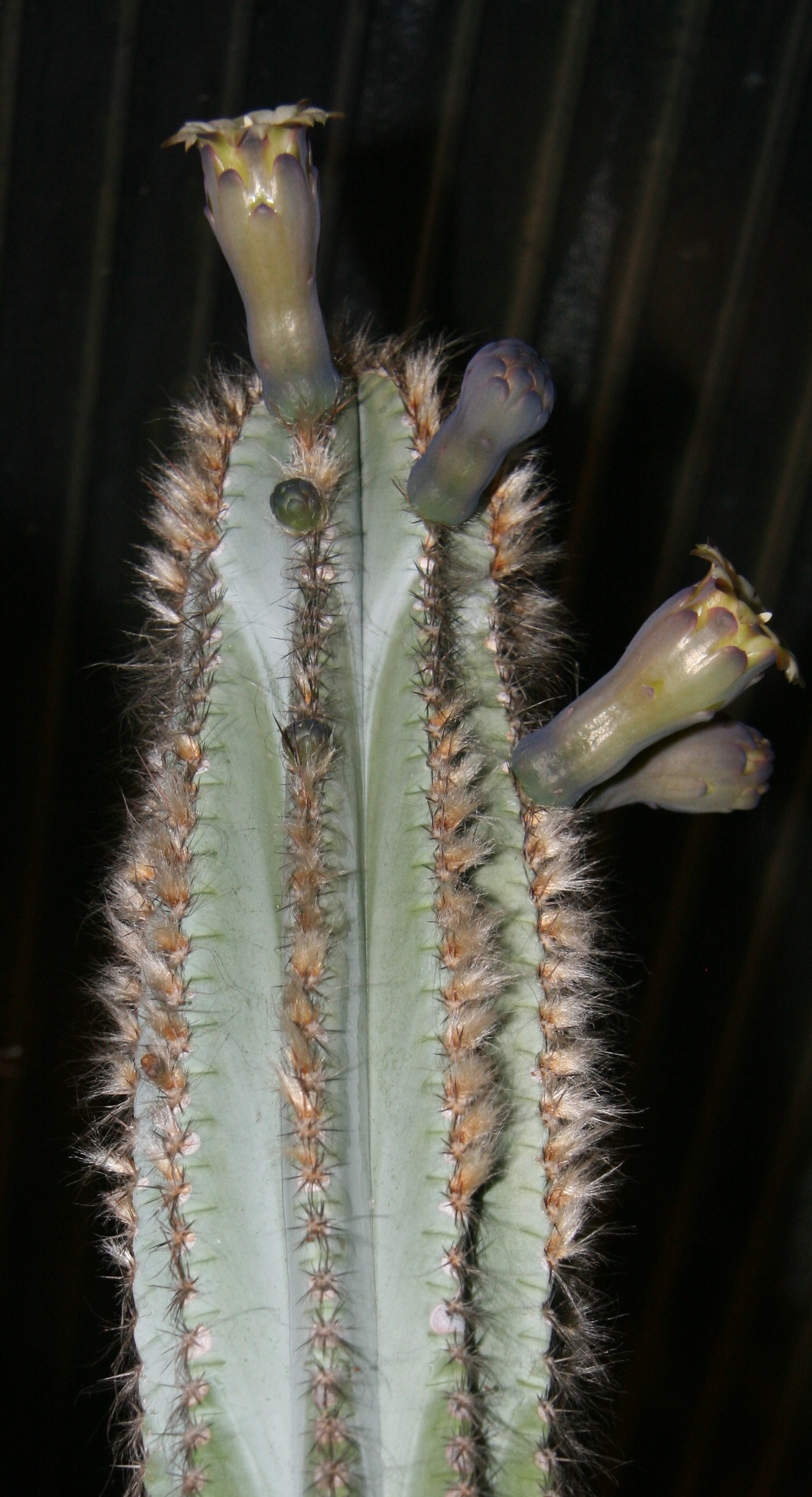
Vista de la planta

## Descripción
Pilosocereus pachycladus crece sobre todo en forma de árbol y alcanza un tamaño de 2 y 10 metros de altura. Los tallos en posición vertical, lisos, de color gris-verde a azul-verde, glauco que tienen diámetros de 5,5 a 11 centímetros. Tiene 5 a 19 costillas presentes que están ranuradas transversalmente en la proximidad de las puntas de los brotes. Las espinas son translúcidas, inicialmente de color amarillo dorado y canosas más tarde. Los 1 a 12 espinas centrales son ascendente de 1 a 30 milímetros de largo. Las 8 a 18 espinas radiales son de 5 a 15 milímetros de largo. El tamaño de floración de los brotes se encuentra cerca de la parte superior y se distingue claramente. Incluye una a varias costillas. Las flores son muy variables de 4 a 7 centímetros de largo y tienen diámetros 2,2-4,5 centímetros. Los frutos son esféricos deprimidos que se desgarran en el lado y contienen una pulpa magenta.

## Distribución y hábitat
Pilosocereus pachycladus es endémica de Brasil, encontrándose en los estados de Bahía, Minas Gerais, Piauí, Ceará, Río Grande do Norte, Paraíba, Pernambuco y Alagoas. Crece en elevaciones de 50 m -1550 m.  Esta especie se encuentra en el centro-sur de la caatinga  en afloramientos de cuarcita y en el matorral asociado a los campos rupestres y localmente codominantes con otra vegetación leñosa en la caatinga, en pedregales dentro y en ambos lados de la Chapada Diamantina y en el sustrato arenoso o rocoso (incluyendo areniscas e inselbergs gneisicos). Esta especie se encuentra en varias áreas protegidas (por ejemplo, el Parque nacional Chapada Diamantina, Parque Estadual Morro do Chapéu).

## Taxonomía
Pilosocereus pachycladus fue descrita por Friedrich Ritter y publicado en Kakteen in Südamerika 1: 70. 1979.
Etimología
Pilosocereus: nombre genérico que deriva de la palabra  griega:
pilosus que significa "peludo" y Cereus un género de las cactáceas, en referencia a que es un Cereus peludo.
pachycladus: epíteto latíno que significa "con ramas gruesas".
Variedad aceptada
- Pilosocereus pachycladus subsp. pernambucoensis (F.Ritter) Zappi

Sinonimia
- Pseudopilocereus pachycladus
- Pseudopilocereus azureus
- Pilosocereus atroflavispinus
- Pseudopilocereus atroflavispinus
- Pilosocereus azureus
- Pilosocereus oreus
- Pseudopilocereus oreus
- Pilosocereus pemambucoensis
- Pseudopilocereus pernambucoensis
- Pilosocereus splendidus
- Pseudopilocereus spendidus
- Pilosocereus superbus
- Pseudopilocereus superbus
- Pilosocereus cyaneus
- Pilosocereus cenepequei
- Pilosocereus schoebelii